# مصطفى آل بو حسين
مصطفى محمد آل بوحسين مواليد 14 أبريل 1999، هو لاعب كرة قدم سعودي يلعب حالياً في نادي السلام.

## مسيرة اللاعب
لعب في نادي النور ونادي السلام.